# Filmographie de D. W. Griffith

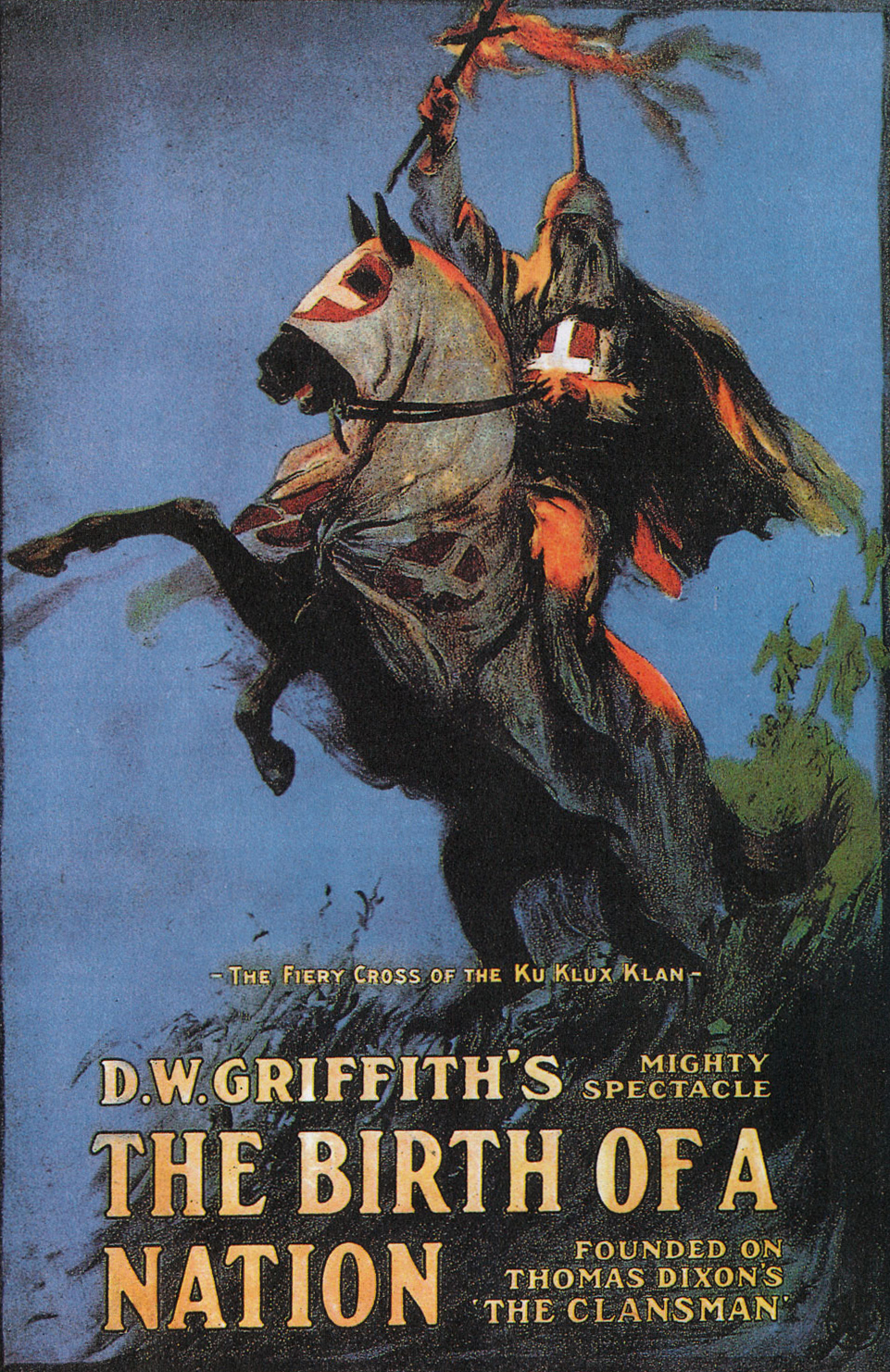
Affiche de Naissance d'une Nation (1915)

Cet article présente la filmographie complète du cinéaste américain D. W. Griffith (en tant que réalisateur, scénariste et acteur), dont la carrière a débuté en 1908 durant l'ère du muet.
Riche de près de 500 films, elle a été établie à l'occasion de la rétrospective qui lui a été consacrée par Patrick Brion du 1er décembre 1982 au 1er février 1983 au Centre national d'art et de culture Georges-Pompidou.

## En tant que réalisateur

### 1908
- Les Aventures de Dollie (The Adventures of Dollie)
- The Fight for Freedom[1]
- The Tavern Keeper's Daughter
- La Vipère noire (The Black Viper)
- L'Enfant et le Peau-rouge (The Redman and the Child)
- Deceived Slumming Party[1]
- The Bandit's Waterloo
- Une déclaration difficile (A Calamitous Elopement)
- The Greaser's Gauntlet
- The Man and the Woman
- The Fatal Hour
- Pour l'amour de l'or (For love of gold)
- Balked at the Altar
- For a Wife's Honor
- L'Empreinte digitale (Betrayed by a Handprint)
- Monday Morning in a Coney Island Police Court[2]
- La Brute (The Girl and the Outlaw)
- La Vocation théâtrale (Behind the Scenes)
- La Jeune Fille indienne (The Red Girl)
- Le Cœur de O'Yama (The Heart of O'Yama)
- Where the Breakers Roar
- A Smoked Husband
- Les Bijoux volés (The Stolen Jewels)
- The Devil
- Cœur de Zoulou (The Zulu's Heart)
- Father Gets in the Game
- Ingomar (The Barbarian Ingomar)
- Le Vœu du vaquero (The Vaquero's Vow)
- La Femme du planteur (The Planter's Wife)
- Le Roman d'une juive (Romance of a Jewess)
- L'Appel de la forêt (The Call of the Wild)
- Cacher un voleur (Concealing a Burglar)
- Enoch Arden (After Many Years)
- L'Or du pirate (The Pirate's Gold)
- La Mégère apprivoisée (The Taming of the Shrew)
- The Guerrilla
- La Chanson de la chemise (The Song of the Shirt)
- L'Ingrate (The Ingrate)
- Le Chemin d'une femme (A Woman's Way)
- Le Clubman et le Voleur (The Clubman and the Tramp)
- Money Mad
- The Valet's Wife
- Mrs. Jones Entertains
- The Feud and the Turkey
- The Reckoning
- Le Gage de l'amitié (The Test of Friendship)
- An Awful Moment
- The Christmas Burglars
- Mr. Jones at the Ball
- The Helping Hand

### 1909
- The Hessian Renegades
- One Touch of Nature
- The Maniac Cook
- The Honor of Thieves
- Love Finds a Way
- The Sacrifice
- A Rural Elopement
- The Criminal Hypnotist
- Those Boys!
- Mr. Jones Has a Card Party
- L'Extravagante Mme Francis (The Fascinating Mrs. Francis)
- The Welcome Burglar
- Son nouveau chapeau (Those Awful Hats)
- The Cord of Life
- The Girls and Daddy
- The Brahma Diamond
- A Wreath in Time
- La Vie d'Edgar Poe (Edgar Allan Poe)
- Tragic Love
- The Curtain Pole
- His Ward's Love
- The Joneses Have Amateur Theatricals
- The Hindoo Dagger
- Amour et Politique (The Politician's Love Story)
- La Pièce d'or (The Golden Louis)
- At the Altar
- His Wife's Mother
- L'Espion (The Prussian Spy)
- A Fool's Revenge
- The Roue's Heart
- The Wooden Leg
- The Salvation Army Lass
- The Lure of the Gown
- I Did It, Mama
- L'Âme du violon (The Voice of the Violin)
- The Deception
- And a Little Child Shall Lead Them
- A Burglar's Mistake
- The Heart of an Outlaw
- Bill Sharkey's Last Game
- The Medicine Bottle
- Jones and His New Neighbors
- Les Remords de l'alcoolique (A Drunkard's Reformation)
- Trying to Get Arrested
- Le Chemin du cœur (The Road to the Heart)
- La Croisade contre le bruit (Schneider's Anti-Noise Crusade)
- A Rude Hostess
- The Winning Coat
- Un dormeur encombrant (A Sound Sleeper)
- Confidence
- A Troublesome Satchel
- Lady Helen's Escapade
- The Drive for a Life
- Frères jumeaux (Twin Brothers)
- Lucky Jim
- 'Tis an Ill Wind That Blows No Good
- The Suicide Club
- The Eavesdropper
- One Busy Hour
- The Note in the Shoe
- Jones and the Lady Book Agent
- The French Duel
- A Baby's Shoe (it)
- The Jilt
- Resurrection
- Two Memories
- Eloping with Auntie
- Le Grillon du foyer (The Cricket on the Hearth)
- His Duty
- Eradicating Aunty
- What Drink Did
- Le Luthier de Crémone (The Violin Maker of Cremona)
- A New Trick
- La Villa solitaire (The Lonely Villa)
- The Son's Return
- Her First Biscuits
- The Faded Lilies
- Was Justice Served?
- The Peachbasket Hat
- The Mexican Sweethearts
- The Way of Man
- Le Collier de perles (The Necklace)
- Le Message (The Message)
- The Country Doctor
- The Cardinal's Conspiracy
- Tender Hearts
- The Friend of the Family
- The Renunciation
- Sweet and Twenty
- Jealousy and the Man
- A Convict's Sacrifice (it)
- A Strange Meeting
- The Mended Lute
- They Would Elope
- Mr. Jones' Burglar
- The Better Way (it)
- With Her Card
- Mrs. Jones' Lover or I Want My Hat
- His Wife's Visitor
- Le Roman d'un coureur indien (The Indian Runner's Romance)
- The Seventh Day
- Oh, Uncle!
- Pranks
- The Mills of the Gods
- The Sealed Room
- The Little Darling[3]
- Les Renégats de 1776 (The Hessian Renegades)
- Comata, the Sioux
- Getting Even (en)
- The Children's Friend
- The Broken Locket
- In Old Kentucky
- A Fair Exchange
- Leather Stocking
- Wanted, a Child
- The Awakening
- Pippa Passes; or, The Song of Conscience
- Fools of Fate
- Mabel institutrice
- A Change of Heart (it)
- His Lost Love
- The Expiation
- In the Watches of the Night
- Lines of White on a Sullen Sea
- What's Your Hurry?
- The Gibson Goddess[4]
- Nursing a Viper[5]
- The Restoration
- The Light That Came
- Two Women and a Man
- A Sweet Revenge
- A Midnight Adventure
- The Open Gate
- The Mountaineer's Honor
- The Trick That Failed
- In the Window Recess
- The Death Disc: A Story of the Cromwellian Period
- À travers les brisants (Through the Breakers)
- The Red Man's View
- Le Spéculateur en grains (A Corner in Wheat)
- The Test
- In a Hempen Bag
- A Trap for Santa Claus
- In Little Italy
- To Save Her Soul
- The Day After, réalisé par Frank Powell[6]
- Choosing a Husband

### 1910
- In Old California
- The Rocky Road
- The Dancing Girl of Butte
- Her Terrible Ordeal
- On the Reef
- The Call
- The Honor of His Family
- The Last Deal
- The Cloister's Touch
- The Woman from Mellon's
- The Course of True Love
- The Duke's Plan
- One Night and Then
- The Englishman and the Girl
- His Last Burglary
- Taming a Husband
- The Final Settlement
- The Newlyweds
- Les Liens du destin (The Thread of Destiny)
- The Man
- The Converts
- Faithful
- The Twisted Trail
- Gold Is Not All
- The Smoker
- His Last Dollar
- The Two Brothers
- As It Is in Life
- A Rich Revenge
- A Romance of the Western Hills
- Thou Shalt Not
- The Tenderfoot's Triumph
- The Way of the World
- Up a Tree
- The Gold Seekers
- The Unchanging Sea
- Love Among the Roses
- Over Silent Paths
- An Affair of Hearts
- Ramona
- A Knot in the Plot
- The Impalement
- In the Season of Buds
- The Purgation
- A Child of the Ghetto
- A Victim of Jealousy
- In the Border States
- The Face at the Window
- Never Again
- May and December
- The Marked Time-Table
- A Child's Impulse
- Muggsy's First Sweetheart
- A Midnight Cupid
- What the Daisy Said
- A Child's Faith
- A Flash of Light (en)
- Serious Sixteen
- As the Bells Rang Out!
- The Call to Arms
- Unexpected Help
- An Arcadian Maid
- Her Father's Pride
- Derrière les volets clos (The House with Closed Shutters)
- A Salutary Lesson
- The Usurer (L'usurier)
- An Old Story with a New Ending
- The Sorrows of the Unfaithful
- Wilful Peggy
- The Modern Prodigal
- The Affair of an Egg
- A Summer Idyll
- Little Angels of Luck
- A Mohawk's Way
- In Life's Cycle
- A Summer Tragedy
- The Oath and the Man
- Rose O'Salem Town
- Examination Day at School
- The Iconoclast
- That Chink at Golden Gulch
- The Broken Doll
- The Banker's Daughters
- The Message of the Violin
- Two Little Waifs
- Waiter No. 5
- Le Fugitif (The Fugitive)
- Simple Charity
- Sunshine Sue
- The Song of the Wildwood Flute
- His New Lid
- A Plain Song
- A Child's Stratagem
- The Golden Supper
- His Sister-In-Law
- The Lesson
- White Roses
- Winning Back His Love

### 1911
- The Battle
- Flaming Arrows
- The Two Paths
- When a Man Loves
- The Italian Barber
- His Trust
- His Trust Fulfilled
- Fate's Turning
- The Poor Sick Men
- A Wreath of Orange Blossoms
- Three Sisters
- Heart Beats of Long Ago
- What Shall We Do with Our Old?
- Fisher Folks
- The Diamond Star
- His Daughter
- The Lily of the Tenements
- The Heart of a Savage
- A Decree of Destiny (en)
- Conscience
- Was He a Coward?
- Teaching Dad to Like Her
- La Télégraphiste de Lonedale (The Lonedale Operator)
- The Spanish Gypsy
- The Broken Cross
- The Chief's Daughter
- Paradise Lost
- Madame Rex
- A Knight of the Road
- His Mother's Scarf
- How She Triumphed
- The Two Sides
- In the Days of '49
- The New Dress
- The Crooked Road
- The White Rose of the Wilds
- A Romany Tragedy
- The Smile of a Child
- Enoch Arden: Part I
- Enoch Arden: Part II
- The Primal Call
- Her Sacrifice
- Fighting Blood
- The Thief and the Girl
- The Jealous Husband
- Bobby, the Coward
- The Indian Brothers
- A Country Cupid
- La Dernière Goutte d'eau (The Last Drop of Water)
- Out from the Shadow
- The Ruling Passion
- The Sorrowful Example
- The Blind Princess and the Poet
- The Rose of Kentucky
- Swords and Hearts
- The Stuff Heroes Are Made Of
- The Old Confectioner's Mistake
- The Squaw's Love
- Dan the Dandy
- The Revenue Man and the Girl
- Her Awakening
- The Making of a Man
- Italian Blood
- The Unveiling
- Les Aventures de Billy
- The Long Road
- Love in the Hills
- The Trail of Books
- Through Darkened Vales
- The Miser's Heart
- Sunshine Through the Dark
- A Woman Scorned
- The Failure (it)
- Saved from Himself
- As in a Looking Glass
- A Terrible Discovery
- The Voice of the Child

### 1912
- Grannie
- The Baby and the Stork
- A Tale of the Wilderness
- The Eternal Mother
- The Old Bookkeeper
- For His Son
- A Blot on the Scutcheon
- The Transformation of Mike
- A Sister's Love
- Billy's Stratagem
- The Mender of Nets
- Sous un ciel de feu  (Under Burning Skies)
- The Sunbeam
- A Siren of Impulse
- A String of Pearls
- The Girl and Her Trust[7]
- Iola's Promise
- The Root of Evil
- The Goddess of Sagebrush Gulch
- The Punishment
- Fate's Interception
- The Female of the Species
- Just Like a Woman
- One Is Business, the Other Crime
- The Lesser Evil
- The Old Actor
- A Lodging for the Night
- His Lesson
- When Kings Were the Law
- A Beast at Bay
- An Outcast Among Outcasts
- Home Folks
- A Temporary Truce
- Lena and the Geese
- The Spirit Awakened
- The School Teacher and the Waif
- Man's Lust for Gold
- An Indian Summer
- Man's Genesis
- Heaven Avenges
- The Sands of Dee
- Black Sheep
- The Narrow Road
- A Child's Remorse
- The Inner Circle (en)
- A Change of Spirit
- A Pueblo Romance
- A Pueblo Legend
- In the North Woods
- L'Invisible Ennemi (An Unseen Enemy)
- Blind Love
- Two Daughters of Eve
- Les Amis (Friends)
- So Near, Yet So Far
- A Feud in the Kentucky Hills
- The Chief's Blanket
- In the Aisles of the Wild
- The One She Loved
- The Painted Lady
- Cœur d'apache (The Musketeers of Pig Alley)[8]
- Heredity
- Gold and Glitter
- My Baby (en)
- The Informer
- Brutality
- Le Chapeau de New York (The New York Hat)
- My Hero (en)
- The Burglar's Dilemma
- A Cry for Help
- The God Within

### 1913
- Three Friends

- Mother Love
- La Jeune Téléphoniste et la Femme du monde
- An Adventure in the Autumn Woods
- The Tender Hearted Boy
- A Misappropriated Turkey
- Brothers
- Oil and Water
- Drink's Lure
- A Chance Deception
- Love in an Apartment Hotel
- Broken Ways
- A Girl's Stratagem
- The Unwelcome Guest
- Near to Earth
- Fate
- A Welcome Intruder
- The Sheriff's Baby
- The Hero of Little Italy
- The Perfidy of Mary
- The Little Tease
- A Misunderstood Boy
- The Left-Handed Man
- The Lady and the Mouse
- If We Only Knew
- Le Vagabond (The Wanderer)
- The Stolen Loaf
- The House of Darkness
- The Yaqui Cur
- Just Gold
- His Mother's Son
- The Ranchero's Revenge
- A Timely Interception
- Death's Marathon
- The Mothering Heart
- Her Mother's Oath
- The Sorrowful Shore
- The Reformers; or, The Lost Art of Minding One's Business
- The Enemy's Baby
- The Mistake
- The Coming of Angelo
- Two Men of the Desert
- The Adopted Brother
- Madonna of the Storm
- Pendant la bataille (The Battle at Elderbush Gulch)
- The Conscience of Hassan Bey

### 1914
- Waifs
- The Massacre
- Judith de Béthulie, sorti en mars 1914[9],[10]
- The Battle of the Sexes, sorti le 12 avril 1914[9]
- Brute Force, sorti le 25 avril 1914
- Home, Sweet Home, sorti le 4 mai 1914[9]
- The Escape, sorti le 1er juin 1914[9]
- La Conscience vengeresse, The Avenging Conscience or « Thou Shalt Not Kill », sorti le 24 août 1914[9]

### 1915
- Naissance d'une nation (The Birth of A Nation)

### 1916
- Intolérance (Intolerance : Love's Struggle Throughout the Ages)
- A Day with Governor Whitman

### 1918
- Cœurs du monde (Hearts of the World), 12 mars 1918
- À côté du bonheur (The Great Love), 12 août 1918
- Une fleur dans les ruines (The Greatest Thing in Life), sorti le 8 décembre 1918[9]
- Liberty Bond Short, court métrage en faveur de la récolte de fonds pour l'effort de guerre[11].

### 1919
- A Romance of Happy Valley, 26 janvier 1919
- The Girl Who Stayed at Home, 23 mars 1919
- Le Pauvre Amour (True Heart Susie), 1er juin 1919
- The Fall of Babylon, 21 juillet 1919, sortie séparée de l'épisode d'Intolérance (1916) sur Babylone.
- The Mother and the Law, sortie séparée de l'épisode moderne d'Intolérance (1916), août 1919
- Le Lys brisé (Broken Blossoms), 20 octobre 1919
- Le Calvaire d'une mère (Scarlet Days), 30 novembre 1919
- The Greatest Question, 28 décembre 1919[9]
- The World of Columbus, documentaire sur Christophe Colomb[12].

### Années 1920
- 1920 : À travers l'orage (Way Down East)
- 1920 : La Danseuse idole (The Idol Dancer)
- 1920 : Remodeling Her Husband
- 1920 : The Love Flower
- 1921 : Les Deux Orphelines (Orphans of the Storm)
- 1921 : La Rue des rêves (Dream Street)
- 1922 : La Nuit mystérieuse (One Exciting Night)
- 1922 : Mammy's Boy
- 1923 : La Rose blanche (The White Rose)
- 1924 : Pour l'indépendance (America)
- 1924 : Isn't Life Wonderful
- 1925 : Sally, fille de cirque (Sally of the Sawdust)
- 1925 : Détresse (That Royle Girl)
- 1926 : The Sorrows of Satan
- 1927 : Topsy and Eva [13]
- 1928 : Jeunesse triomphante (Drums of Love)
- 1928 : L'Éternel Problème (The Battle of the Sexes)
- 1929 : Le Lys du Faubourg (Lady of the Pavements)

### Années 1930
- 1930 : Abraham Lincoln
- 1931 : L'Assommoir (The Struggle)

## En tant que scénariste
Note : Sauf mention contraire, les films ont été réalisés par D. W. Griffith.
- 1908 : When Knighthood Was in Flower de Wallace McCutcheon[14]
- 1908 : Old Isaacs, the Pawnbroker de Wallace McCutcheon
- 1908 : The Music Master de Wallace McCutcheon
- 1908 : When Knights Were Bold de Wallace McCutcheon[14]
- 1908 : Ostler Joe de Wallace McCutcheon
- 1908 : Mixed Babies de Wallace McCutcheon[14]
- 1908 : The Outlaw de Wallace McCutcheon[14]
- 1908 : At the Crossroads of Life de Wallace McCutcheon Jr.
- 1908 : The Stage Rustler de Wallace McCutcheon
- 1908 : The Boston Tea Party de Edwin S. Porter
- 1908 : L'Enfant et le Peau-rouge (The Redman and the Child)
- 1908 : The Bandit's Waterloo
- 1908 : Une déclaration difficile (A Calamitous Elopement)
- 1908 : The Greaser's Gauntlet
- 1908 : The Man and the Woman
- 1908 : The Fatal Hour
- 1908 : Pour l'amour de l'or (For love of gold)
- 1908 : Balked at the Altar
- 1908 : For a Wife's Honor
- 1908 : L'Empreinte digitale (Betrayed by a Handprint)
- 1908 : La Brute (The Girl and the Outlaw)
- 1908 : La Vocation théâtrale (Behind the Scenes)
- 1908 : La Jeune Fille indienne (The Red Girl)
- 1908 : Le Cœur de O'Yama (The Heart of O'Yama)
- 1908 : Where the Breakers Roar
- 1908 : A Smoked Husband
- 1908 : Les Bijoux volés (The Stolen Jewels)
- 1908 : The Devil
- 1908 : Cœur de Zoulou (The Zulu's Heart)
- 1908 : Father Gets in the Game
- 1908 : Ingomar (The Barbarian Ingomar)
- 1908 : Le Vœu du vaquero (The Vaquero's Vow)
- 1908 : La Femme du planteur (The Planter's Wife)
- 1908 : Le Roman d'une juive (Romance of a Jewess)
- 1908 : L'Appel de la forêt (The Call of the Wild)
- 1908 : Cacher un voleur (Concealing a Burglar)
- 1908 : L'Or du pirate (The Pirate's Gold)
- 1908 : La Mégère apprivoisée (The Taming of the Shrew)
- 1908 : The Guerrilla
- 1908 : La Chanson de la chemise (The Song of the Shirt)
- 1908 : L'Ingrate (The Ingrate)
- 1908 : Le Chemin d'une femme (A Woman's Way)
- 1908 : Le Clubman et le Voleur (The Clubman and the Tramp)
- 1908 : Money Mad
- 1908 : The Valet's Wife
- 1908 : Mrs. Jones Entertains
- 1908 : The Feud and the Turkey
- 1908 : The Reckoning
- 1908 : Le Gage de l'amitié (The Test of Friendship)
- 1908 : An Awful Moment
- 1908 : The Christmas Burglars
- 1908 : Mr. Jones at the Ball
- 1908 : The Helping Hand
- 1915 : Le Timide (The Lamb) de Christy Cabanne
- 1915 : Le Lys et la Rose (The Lily and the Rose) de Paul Powell
- 1918 : Bas les masques ! (The Hun Within) de Chester Withey (sous le pseudonyme de Granville Warwick)

## En tant qu'acteur
- 1908 : Professional Jealousy de Wallace McCutcheon[15]
- 1908 : When Knighthood Was in Flower de Wallace McCutcheon
- 1908 : Rescued from an Eagle's Nest de J. Searle Dawley[16].
- 1908 : Classmates de Wallace McCutcheon
- 1908 : The Princess in the Vase de Wallace McCutcheon
- 1908 : Old Isaacs, the Pawnbroker de Wallace McCutcheon
- 1908 : The Music Master de Wallace McCutcheon
- 1908 : The Sculptor's Nightmare de Wallace McCutcheon
- 1908 : Ostler Joe de Wallace McCutcheon
- 1908 : The Man in the Box de Wallace McCutcheon
- 1908 : At the French Ball de Wallace McCutcheon
- 1908 : At the Crossroads of Life de Wallace McCutcheon Jr.
- 1908 : The Kentuckian de Wallace McCutcheon
- 1908 : The Stage Rustler de Wallace McCutcheon
- 1908 : La Vipère noire (The Black Viper)
- 1908 : Une déclaration difficile (A Calamitous Elopement)
- 1908 : The Fatal Hour[17]
- 1908 : Balked at the Altar
- 1908 : La Jeune Fille indienne (The Red Girl)[17]
- 1908 : Le Cœur de O'Yama (The Heart of O'Yama)
- 1908 : Les Bijoux volés (The Stolen Jewels)[17]
- 1908 : The Devil
- 1908 : Ingomar (The Barbarian Ingomar)